# ميراي دانر
ميراي دانَر (بالتركية: Miray Daner)‏ ممثلة تركية، ولدت في 15 يناير 1999 في إسطنبول، تركيا. بدأت مهنتها عام 2006.

## النشأة
وُلدت في إسطنبول، تركيا، ودخلت عالم التمثيل في سن السابعة. بدأت حياتها المهنية كممثلة طفلة، حيث درست التشيلو والبيانو والبزق. تنتمي إلى عائلة فنية، إذ أن ابن عمها هو الممثل أراس بولوت إينيملي، بالإضافة إلى أوركون إينيملي ويسيم إينيملي. في إحدى المقابلات الصحفية، ذكرت أنها كانت تحلم منذ صغرها بأن تصبح ممثلة، لذلك درست التمثيل بجد واجتهدت في تعلمه. عملت مع العديد من الفنانين الأتراك، مثل متين أكبينار، أويا أيدوغان، فاهيد بيرسين، وسيليل تويون، كما ظهرت في عدة إعلانات تجارية.

## الأعمال
أهم الأدوار التي قامت بعملها:
- المد والجزر: بدور بيران بجانب سيرناي ساركايا وشاتاي اولسوي
- أنت وطني: بدور هلال بجانب خالد ارغنش وبيرغوراز كوريل
- لتر دموع: بدور جيهان
- المحافظ: بدور كاهنة
- الاحترام: بدور هيلين
- رحلة الطيور : بدور اصلي تونا
- حب بلا حدود : بدور زينب كاراسوا

## الجوائز
حصلت ميراي دانر على العديدة من الجوائز المهمة في تركيا وكان أهمها جائزة الفراشة الذهبية وجميع جوائزها كانت عن دورها في مسلسل أنت وطني (هلال )

## وصلات خارجية
- ميراي دانر على موقع IMDb (الإنجليزية)
- ميراي دانر على موقع روتن توميتوز (الإنجليزية)
- ميراي دانر على موقع قاعدة بيانات الأفلام العربية
- ميراي دانر على موقع ألو سيني (الفرنسية)
- ميراي دانر على موقع قاعدة بيانات الفيلم (الإنجليزية)
- ميراي دانر على موقع كينوبويسك (الروسية)